# Großer Preis von Spanien 1951
Der Große Preis von Spanien 1951 (offiziell XI Gran Premio de España) fand am 28. Oktober auf dem Circuit de Pedralbes in Barcelona statt und war das achte und letzte Rennen der Automobil-Weltmeisterschaft 1951.

## Berichte

### Hintergrund
Vor dem letzten Rennen hatten noch Juan Manuel Fangio (27 Punkte) und Alberto Ascari (25 Punkte) gute Chancen, den WM-Titel zu gewinnen. Beide wären Weltmeister, wenn sie das Rennen gewinnen, unabhängig von der Platzierung des Konkurrenten. Gewinnt Ascari und Fangio wird Zweiter, so konnte Letzterer aufgrund der Streichresultate nur maximal 29 Punkte erreichen (wenn er zusätzlich die schnellste Runde dreht), Ascari hätte bei einem Sieg dann 30, da ihm die Punkte aus Frankreich gestrichen würden. Gewänne José Froilán González bei gleichzeitigem Ausfall seiner beiden Konkurrenten, wäre er dank eines dritten Platzes mehr der neue Champion.
Beide italienischen Werksteams traten mit je vier Wagen an. Die Fahrerbesetzung bot keine Überraschungen. Den vierten Alfa Romeo steuerte Emmanuel de Graffenried für den immer noch verletzten Consalvo Sanesi, bei Ferrari vergab man das vierte Fahrzeug an Piero Taruffi.
Alfa Romeo hatte am Wagen Fangios eine zusätzliche per Pedal zu bedienende Klappe eingebaut, die dem Kompressor mehr Luft zuführte und die Leistung auf der Geraden nochmals erhöhte. Gordini war mit drei Werkswagen am Start die von den französischen Piloten Maurice Trintignant, Robert Manzon und André Simon gefahren wurden. Ergänzt wurde das Feld um eine Reihe von privat gemeldeten Talbot-Lago und der Scuderia Milano, die zwei einheimische Fahrer (Francisco Godia-Sales und Juan Jover) in veralteten Maseratis einsetzte.
Mit Louis Chiron (einmal) trat einer ehemaliger Sieger zu diesem Grand Prix an.

### Training und Qualifying
Im Training lagen die Alfa Romeo und die Ferrari in etwa gleich auf. Ascari war im Ferrari schnellster vor Fangio im Alfa, González im Ferrari und Giuseppe Farina im Alfa Romeo.

### Rennen
Die ersten drei Runden konnte sich Ascari an der Spitze halten, dann wurde er von Fangio verdrängt. Ab der sechsten Runde zeigte sich dann, dass Ferrari sich bei der Reifenwahl vertan hatte. Nacheinander kamen alle Fahrer mit mehr oder weniger großen Reifenproblemen an die Box. Es zeigte sich, dass die Idee, kleinere 16-Zoll-Hinterreifen zu montieren, um mehr Beschleunigung zu erzielen und so von den Alfa Romeo auf der langen Geraden nicht distanziert zu werden, dazu führte, dass die Reifen überhitzten und nicht lange hielten. Hinzu kam, dass die Ferrari um das Rennen ohne Tankstopp durchfahren zu können, größere Tanks eingebaut hatten, die das Gewicht der Fahrzeuge in der Anfangsphase erhöhte.
Dadurch gelangte Fangio zu einer komfortablen Führung. Ascari drehte sich in der neunten Runde und fiel durch den anschließenden Boxenstopp auf den sechsten Platz zurück. Die Boxenstopps der Alfa Romeos liefen problemlos und sie behaupteten ihre Führungsposition gegenüber dem jetzt bestplatzierten Ferrari von González. In Runde 17 musste Ascari nochmals neue Reifen aufziehen lassen und Taruffi blieb in der 30. Runde unverletzt, als er wegen eines defekten Reifens von der Strecke abkam.
In Runde 48 musste Luigi Villoresi wegen einer defekten Zündung aufgeben, und so blieb González als einziger Verfolger der Alfa Romeo übrig. Er hoffte darauf, dass er diese bei weiteren Tankstopps abfangen konnte, doch als in Runde 53 Fangio tatsächlich stoppte war sein Rückstand noch zu groß. Es gelang ihm allerdings an Farina vorbei zu gehen, als dieser in der 55. Runde stoppte. Er holte weiter auf Fangio auf, doch konnte er ihn bis zum Ende des Rennens nicht einholen. So gewann Fangio das letzte Rennen der Saison und sicherte sich gleichzeitig seinen ersten von fünf Fahrertiteln. Es sollte zudem das letzte Weltmeisterschaftsrennen von Alfa Romeo für fast 30 Jahre sein.

## Meldeliste
| Team                       | Nr. | Fahrer                  | Chassis             | Motor      | Reifen |
| -------------------------- | --- | ----------------------- | ------------------- | ---------- | ------ |
| Scuderia Ferrari           | 02  | Alberto Ascari          | Ferrari 375         | Ferrari    | P      |
| Scuderia Ferrari           | 04  | Luigi Villoresi         | Ferrari 375         | Ferrari    | P      |
| Scuderia Ferrari           | 06  | José Froilán González   | Ferrari 375         | Ferrari    | P      |
| Scuderia Ferrari           | 08  | Piero Taruffi           | Ferrari 375         | Ferrari    | P      |
| Gordini                    | 12  | Maurice Trintignant     | Gordini Type 15GC   | Gordini    | E      |
| Gordini                    | 14  | Robert Manzon           | Gordini Type 15GC   | Gordini    | E      |
| Gordini                    | 16  | André Simon             | Gordini Type 15GC   | Gordini    | E      |
| Ecurie Siam                | 18  | Prinz Bira              | Maserati 4CLT       | Maserati   | P      |
| Alfa Romeo Motorsport      | 20  | Giuseppe Farina         | Alfa Romeo 159      | Alfa Romeo | P      |
| Alfa Romeo Motorsport      | 22  | Juan Manuel Fangio      | Alfa Romeo 159      | Alfa Romeo | P      |
| Alfa Romeo Motorsport      | 24  | Felice Bonetto          | Alfa Romeo 159      | Alfa Romeo | P      |
| Alfa Romeo Motorsport      | 26  | Emmanuel de Graffenried | Alfa Romeo 159      | Alfa Romeo | P      |
| Ecurie Rosier              | 28  | Louis Rosier            | Talbot-Lago T26C-DA | Talbot     | D      |
| Ecurie Rosier              | 30  | Louis Chiron            | Talbot-Lago T26C-DA | Talbot     | D      |
| Team Yves Giraud-Cabantous | 32  | Yves Giraud-Cabantous   | Talbot-Lago T26C    | Talbot     | D      |
| Team Philippe Etancelin    | 34  | Philippe Étancelin      | Talbot-Lago T26C-DA | Talbot     | D      |
| Ecurie Belge               | 36  | Johnny Claes            | Talbot-Lago T26C-DA | Talbot     | D      |
| Team Georges Grignard      | 38  | Georges Grignard        | Talbot-Lago T26C-DA | Talbot     | D      |
| Scuderia Milano            | 44  | Francisco Godia-Sales   | Maserati 4CLT       | Maserati   | P      |
| Scuderia Milano            | 46  | Juan Jover              | Maserati 4CLT       | Maserati   | P      |

## Klassifikationen

### Qualifying
| Pos. | Fahrer                  | Konstrukteur  | Zeit    | Startreihe |
| ---- | ----------------------- | ------------- | ------- | ---------- |
| 01   | Alberto Ascari          | Ferrari       | 2:10,59 | 1          |
| 02   | Juan Manuel Fangio      | Alfa Romeo    | 2:12,27 | 1          |
| 03   | José Froilán González   | Ferrari       | 2:14,01 | 1          |
| 04   | Giuseppe Farina         | Alfa Romeo    | 2:14,94 | 1          |
| 05   | Luigi Villoresi         | Ferrari       | 2:16,38 | 2          |
| 06   | Emmanuel de Graffenried | Alfa Romeo    | 2:16,40 | 2          |
| 07   | Piero Taruffi           | Ferrari       | 2:16,80 | 2          |
| 08   | Felice Bonetto          | Alfa Romeo    | 2:21,80 | 3          |
| 09   | Robert Manzon           | Simca-Gordini | 2:23,81 | 3          |
| 10   | André Simon             | Simca-Gordini | 2:24,60 | 3          |
| 11   | Maurice Trintignant     | Simca-Gordini | 2:25,25 | 3          |
| 12   | Louis Chiron            | Talbot-Lago   | 2:30,32 | 4          |
| 13   | Philippe Étancelin      | Talbot-Lago   | 2:31,00 | 4          |
| 14   | Yves Giraud-Cabantous   | Talbot-Lago   | 2:32,18 | 4          |
| 15   | Johnny Claes            | Talbot-Lago   | 2:34,46 | 5          |
| 16   | Georges Grignard        | Talbot-Lago   | 2:36,58 | 5          |
| 17   | Francisco Godia-Sales   | Maserati      | 2:37,45 | 5          |
| 18   | Juan Jover              | Maserati      | 2:41,99 | 6          |
| 19   | Prinz Bira              | Maserati      | 2:45,99 | 6          |
| 20   | Louis Rosier            | Talbot-Lago   | 2:46,78 | 6          |

### Rennen
| Pos. | Fahrer                  | Konstrukteur  | Runden | Zeit        | Start | Schnellste Runde |
| ---- | ----------------------- | ------------- | ------ | ----------- | ----- | ---------------- |
| 01   | Juan Manuel Fangio      | Alfa Romeo    | 70     | 2:46:54,1   | 02    | 2:16,93 (03.)    |
| 02   | José Froilán González   | Ferrari       | 70     | + 54,28     | 03    |                  |
| 03   | Giuseppe Farina         | Alfa Romeo    | 70     | + 1:45,54   | 04    |                  |
| 04   | Alberto Ascari          | Ferrari       | 68     | + 2 Runden  | 01    |                  |
| 05   | Felice Bonetto          | Alfa Romeo    | 68     | + 2 Runden  | 08    |                  |
| 06   | Emmanuel de Graffenried | Alfa Romeo    | 66     | + 4 Runden  | 06    |                  |
| 07   | Louis Rosier            | Talbot-Lago   | 64     | + 6 Runden  | 20    | 2:32,57 (15.)    |
| 08   | Philippe Étancelin      | Talbot-Lago   | 63     | + 7 Runden  | 13    | 2:34,59 (16.)    |
| 09   | Robert Manzon           | Simca-Gordini | 63     | + 7 Runden  | 09    |                  |
| 10   | Francisco Godia-Sales   | Maserati      | 60     | + 10 Runden | 17    |                  |
| –    | Luigi Villoresi         | Ferrari       | 48     | DNF         | 05    |                  |
| –    | André Simon             | Simca-Gordini | 48     | DNF         | 10    |                  |
| –    | Johnny Claes            | Talbot-Lago   | 37     | DNF         | 15    | 2:26,00 (16.)    |
| –    | Piero Taruffi           | Ferrari       | 30     | DNF         | 07    |                  |
| –    | Maurice Trintignant     | Simca-Gordini | 25     | DNF         | 11    |                  |
| –    | Georges Grignard        | Talbot-Lago   | 23     | DNF         | 16    | 2:41,10 (23.)    |
| –    | Yves Giraud-Cabantous   | Talbot-Lago   | 7      | DNF         | 14    | 2:40,26 (04.)    |
| –    | Louis Chiron            | Talbot-Lago   | 4      | DNF         | 12    | 2:33,22 (02.)    |
| –    | Prinz Bira              | Maserati      | 1      | DNF         | 19    |                  |
| DNS  | Juan Jover              | Maserati      | –      | –           | 18    | –                |

Anmerkungen
1. ↑  Jover konnte aufgrund von Motorproblemen nicht am Rennen teilnehmen

## WM-Stand nach dem Rennen
Die ersten fünf bekamen 8, 6, 4, 3 bzw. 2 Punkte; einen Punkt gab es für die schnellste Runde. Es zählten nur die vier besten Ergebnisse aus acht Rennen. Zahlen in Klammern sind Streichresultate.

### Fahrerwertung
| Pos. | Fahrer                  | Konstrukteur           | Punkte  |
| ---- | ----------------------- | ---------------------- | ------- |
| 01   | Juan Manuel Fangio      | Alfa Romeo             | 31 (37) |
| 02   | Alberto Ascari          | Ferrari                | 25 (28) |
| 03   | José Froilán González   | Talbot-Lago / Ferrari  | 24 (27) |
| 04   | Giuseppe Farina         | Alfa Romeo             | 19 (22) |
| 05   | Luigi Villoresi         | Ferrari                | 15 (18) |
| 06   | Piero Taruffi           | Ferrari                | 10      |
| 07   | Lee Wallard             | Kurtis Kraft           | 9       |
| 08   | Felice Bonetto          | Alfa Romeo             | 7       |
| 09   | Mike Nazaruk            | Kurtis Kraft           | 6       |
| 10   | Reg Parnell             | Ferrari / B.R.M.       | 5       |
| 11   | Luigi Fagioli           | Alfa Romeo             | 4       |
| 12   | Louis Rosier            | Talbot-Lago            | 3       |
| 13   | Consalvo Sanesi         | Alfa Romeo             | 3       |
| 14   | Andy Linden             | Sherman                | 3       |
| 15   | Emmanuel de Graffenried | Maserati / Alfa Romeo  | 2       |
| 16   | Yves Giraud-Cabantous   | Talbot-Lago            | 2       |
| 17   | Jack McGrath            | Kurtis Kraft           | 2       |
| 18   | Manuel Ayulo            | Kurtis Kraft           | 2       |
| 19   | Bobby Ball              | Schroeder              | 2       |
| 20   | Peter Walker            | B.R.M.                 | 0       |
| 21   | André Pilette           | Talbot-Lago            | 0       |
| 22   | Louis Chiron            | Talbot-Lago / Maserati | 0       |
| 23   | Brian Shawe-Taylor      | E.R.A.                 | 0       |
| 24   | Rudolf Fischer          | Ferrari                | 0       |
| 25   | André Simon             | Simca-Gordini          | 0       |
| 26   | Eugène Chaboud          | Talbot-Lago            | 0       |
| 27   | Franco Rol              | OSCA                   | 0       |
| 28   | Peter Whitehead         | Ferrari                | 0       |

| Pos. | Fahrer                     | Konstrukteur   | Punkte |
| ---- | -------------------------- | -------------- | ------ |
| 29   | Robert Manzon              | Simca-Gordini  | 0      |
| 30   | Stirling Moss              | HWM            | 0      |
| 31   | Guy Mairesse               | Talbot-Lago    | 0      |
| 32   | Philippe Étancelin         | Talbot-Lago    | 0      |
| 33   | Pierre Levegh              | Talbot-Lago    | 0      |
| 34   | Francisco Godia-Sales      | Maserati       | 0      |
| 35   | Jacques Swaters            | Talbot-Lago    | 0      |
| 36   | Frederick Robert Gerard    | E.R.A          | 0      |
| 37   | Harry Schell               | Maserati       | 0      |
| 38   | Duncan Hamilton            | Talbot-Lago    | 0      |
| 39   | Johnny Claes               | Talbot-Lago    | 0      |
| –    | Henri Louveau              | Talbot-Lago    | 0      |
| –    | George Abecassis           | HWM            | 0      |
| –    | Peter Hirt                 | Veritas-Meteor | 0      |
| –    | Aldo Gordini               | Simca-Gordini  | 0      |
| –    | Maurice Trintignant        | Simca-Gordini  | 0      |
| –    | Onofre Marimón             | Maserati       | 0      |
| –    | Joe Kelly                  | Alta           | 0      |
| –    | Philip Fotheringham-Parker | Maserati       | 0      |
| –    | David Murray               | Maserati       | 0      |
| –    | John James                 | Maserati       | 0      |
| –    | Paul Pietsch               | Alfa Romeo     | 0      |
| –    | Antonio Branca             | Maserati       | 0      |
| –    | Jean Behra                 | Simca-Gordini  | 0      |
| –    | Francisco Landi            | Ferrari        | 0      |
| –    | Georges Grignard           | Talbot-Lago    | 0      |
| –    | Prinz Bira                 | Maserati       | 0      |